# 小野アンナ

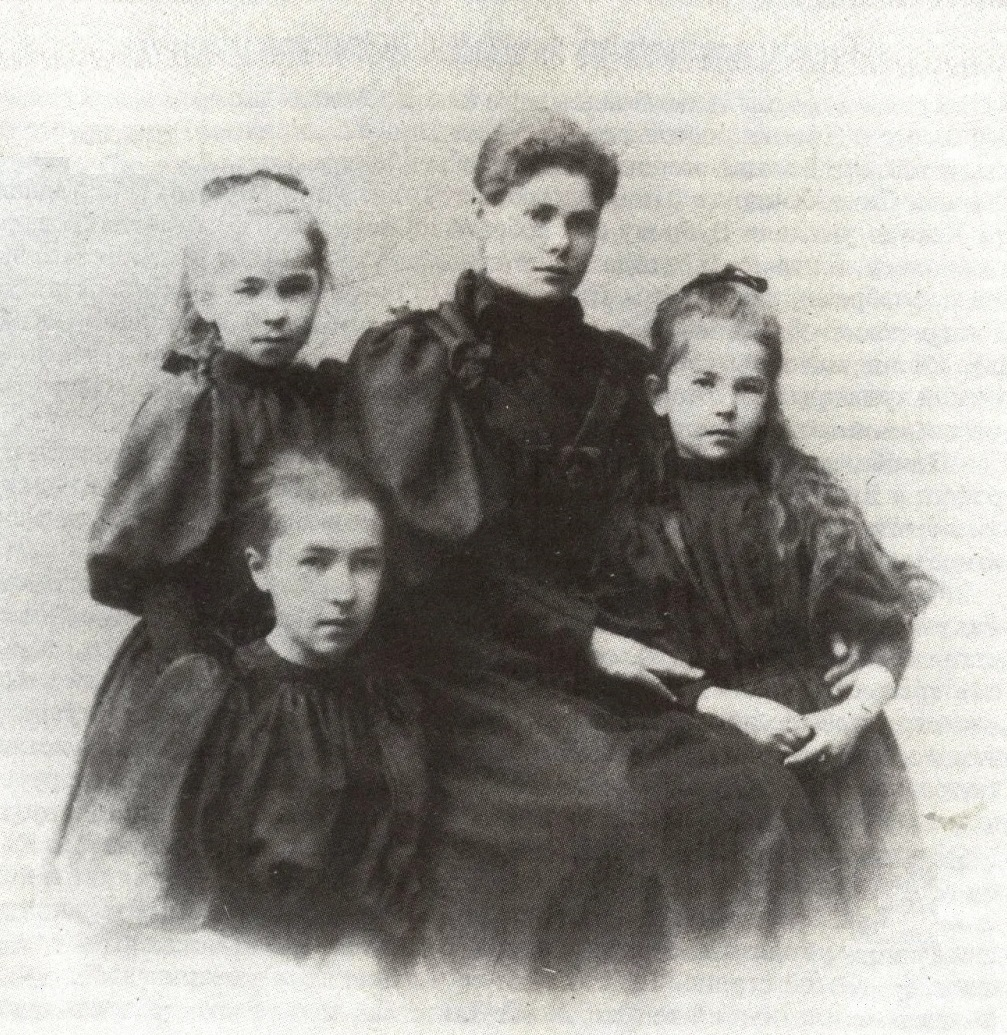
母アンナ・ニコラエヴナ・ブブノワとマリヤ、ワルワーラ、アンナ（右端）の三姉妹

小野 アンナ（おの アンナ、本名：アンナ・ディミトリエヴナ・ブブノワ、ロシア語: А́нна Дми́триевна Бубно́ва-О́но, ラテン文字転写: Anna Dmitrievna Bubnova-Ono、1890年3月14日 - 1979年5月8日）は、ロシアのヴァイオリニスト。

## 経歴
生い立ち
1890年、サンクトペテルブルクで生まれた。父親はロシア帝国官僚、母親は貴族出身の女性であった。母方の遠い親戚にロシアの大詩人、アレクサンドル・プーシキンがいる。語学と音楽に秀でた母親の影響のもとで、ブブノワ3人姉妹はみな芸術家となり、長姉マリヤはピアニストに、次姉ワルワーラは美術家に成長した。
アンナははじめ5歳より母親の手ほどきでピアノを学んだが、10歳よりヴァイオリンに転じ、最初ザイツに、次にヴァンツェコワに師事。さらに1904年にペテルブルク音楽院に入学し、ホヴハンネス・ナルバンジャンに師事した。1908年から1913年まで、レオポルト・アウアーに師事。この間1911年音楽院を卒業した。
音楽院卒業後
1913年、フリーアーチストの称号を受けた。ペトログラードで同地の日本人留学生・小野俊一（ロシア文学者・生物学者・昆虫学者・社会運動家）と出逢い、1917年5月に結婚。翌1918年革命下のロシアを離れ、東京に赴いた。
東京での生活
正教徒であったため、東京ではニコライ堂に通った。1919年長男の俊太郎を出産後、音楽の早期教育をほどこしたが、1933年俊太郎が虫垂炎で少年期に夭折したため、俊一との関係もうまくいかなくなり1935年協議離婚した。その後も長らく「小野アンナ」名義で日本でヴァイオリン教師として教鞭を執り、1943年毎日音楽コンクール審査員を務めた。1945年4月、軽井沢に強制疎開、姉ワルワーラと同居して終戦まで厳しい時期を過ごした。
戦後は1946年武蔵野音楽大学教授に就任。後進を指導するかたわら、請われて桐朋学園子どものための音楽教室、同学園高等学校音楽科、同学園短期大学にも務めた。1959年音楽教育貢献により勲四等瑞宝章を受章。
ソビエトへ渡る
1960年に、1958年に帰国した姉ワルワーラの後を追いソ連に渡り、アブハジアのスフミ音楽院にてヴァイオリン科教授に就任した。1979年5月8日、スフミにて永眠。
2016年5月15日、多磨霊園で姉ワルワーラ・ブブノワと共に功績を称えられる記念碑が除幕され、ニコライ堂の司祭によって成聖された。

## 教育活動
音楽教室の主宰者としてだけでなく、早期英才教育の唱導者としても知られた。1961年の『ヴァイオリン音階教本』（音楽之友社刊）は、理論的・体系的なヴァイオリン教本の一つとして、日本のヴァイオリン学習者に愛用されている。
「自分は教育者」という信念から、録音の類は一切残しておらず、どのような演奏をしていたかは伝聞を除くとほぼ不明となっている。
門人
日本人女性ヴァイオリニストの生みの親と呼ばれたように、戦前には諏訪根自子や巖本真理を、戦後は前橋汀子や潮田益子らを輩出したが、それのみならず男性ヴァイオリニストについても浦川宜也、石川希峰に加えて、商業音楽の作曲家三木鶏郎など幅広い逸材を世に送っている。また、小野アンナ門下には、音楽大学の教授や指揮者として活躍した人物も多い。

## 家族・親族
- 父：ドミトリー・カピトノヴィチ・ブブノフ(Дмитрий Капитонович Бубнов)は銀行家、大学顧問。
- 母：アンナ・ニコラエヴナ・ブブノワ(Анна Николаевна Бубнова)(旧姓：ウルフ)
- 姉：マリヤ・ブブノワはピアニスト。
- 姉：ワルワーラは美術批評家。
- 夫：小野俊一はロシア文学者・生物学者・昆虫学者・社会運動家。後に離婚。

ブブノワ家と小野家
元夫の小野俊一は、財界と学界に一族が広がっており、姪にオノ・ヨーコ、後妻との息子に小野有五（北海道大学教授）がいる。離婚後もブブノワ姉妹と小野家には交流があり、小野家はアンナを通じてレオ・シロタの家族とも親交が深かった。実姉ワルワーラ・ブブノワは、ロシア文学教師や挿絵画家として、小野俊一と何度か活動をともにしている。

## 関連書籍
- 『ヴァイオリン音階教本』音楽之友社、1961年12月。ISBN 978-4276474505。 NCID BA32736251。全国書誌番号:20013450。
- 小野アンナ記念会 編『回想の小野アンナ 日本のヴァイオリニストを育てて半世紀』音楽之友社、1988年8月。ISBN 978-4276201286。 NCID BN02763698。全国書誌番号:88054296。
- 小野アンナ記念会 編『小野アンナヴァイオリン小品集』音楽之友社、2000年11月。ISBN 978-4276476318。 NCID BA49887761。